# Jimena Florit
Jimena Florit Juarez, née le 18 mai 1972 à Olivos (Vicente López dans la province de Buenos Aires), est une coureuse cycliste argentine, spécialiste de VTT.

## Palmarès en VTT

### Jeux olympiques
- Sydney 2000
  - 20e du cross-country[1]
- Athènes 2004
  - 12e du cross-country[1]

### Jeux panaméricains
Mar del Plata 1995
 Médaillée de bronze du cross-country
Winnipeg 1999
 Médaillée de bronze du cross-country
Saint-Domingue 2003
 Médaillée d'or du cross-country

### Jeux sud-américains
Buenos Aires 2006
 Médaillée d'or du cross-country

### Championnats du monde
| Édition / Épreuve     | Cross-country |
| Mont-Sainte-Anne 1998 | 19e           |
| Åre 1999              | 23e           |
| Sierra Nevada 2000    | 8e            |
| Vail 2001             | 15e           |
| Les Gets 2004         | 15e           |

| Édition / Épreuve | Marathon |
| Bad Goisern 2004  | 25e      |

### Compétitions nationales
- 1995
  -  Championne d'Argentine de cross-country

### Autres
- 2003
  - Snowshoe Mountain
  - 2e de Mount Snow et de Mount Schweizer